# Белконнен
Белконнен (англ. Belconnen) — округ Канберры, столицы Австралии. Объединяет 25 районов. В округе насчитывается 33 396 частных домовладений, население - 84 382 человека. Расположен к северо-западу от центра Канберры.

## Этимология названия
Белконнен назван по имени одного из наиболее ранних земельных пожалований, сделанных на территории округа в колониальное время. Называвшийся Белконнен земельный участок площадью 800 гектаров был пожалован путешественнику Чарльзу Стёрту, который впоследствии продал его Чарльзу Кэмпбеллу, владельцу соседнего поместья Дантрун..

## История
Округ расположен на территории бывшего сельскохозяйственного поместья Джинниндерра в бассейне реки Джинниндерра Крик.
Округ был основан в 1966 году и сразу же начал застраиваться. Рядом со спортивным полем в первом районе Белконнена Аранда (Канберра) в честь начала развития округа установлен памятный камень.
Первый коммерческий центр в округе, Джеймисон Центр, был открыт в 1969 году. Белконнен Таун Центр, расположенный на берегу озера Джинниндерра, был открыт в конце 1970-х годов.

## Планировка
Белконнен объединяет 25 районов, большинство из которых преимущественно застроены кварталами отдельных индивидуальных домов. В некоторых районах, в частности в Ховкер и Холт, имеются небольшие кварталы средних многоквартирных домов и таунхаусов. Значительное количество многоквартирных домов имеется только в районе Белконнен и в северной части района Брюс. В обоих районах многоквартирные дома средних размеров. По состоянию на 2005 год ещё продолжалась жилая застройка центрального района Брюс и отдалённого района Данлоп.
В Белконнене практически отсутствуют промышленные предприятия, за исключением небольших авторемонтных мастерских и аналогичных предприятий сферы услуг, а также торгового центра Вестфилд Белконнен, расположенного в Белконнен Таун Центре.

## Транспорт
Основным средством передвижения в округе являются частные автомобили. Планирование городской структуры округа в 1960-х годах строилось на принципах опоры на личный транспорт и создания большого числа дорог. Округ обслуживается общественными автобусами с основной пересадочной остановкой в Таун Центре.

### Дороги
В Белконнене имеется достаточная сеть автодорог, по качеству близких к автострадам, соединяющих районы и пересекающих округ. Основные дороги, как правило, обрамлены курганами и растительностью, образуя подобие бульваров.
Основными дорогами, соединяющими округ с Северной Канберрой и городским центром являются шоссе Белконнен и шоссе Джинниндерра. Эти дороги имеют направление с востока на запад и на протяжении основной части своей длины представляют собой шестиполосные бульвары. Белконнен расположен к югу от шоссе Бартон, ведущего в Ясс, где оно пересекается с шоссе Юм, ведущим из Сиднея в Мельбурн. К югу от округа проходит шоссе Вильям Ховелл, которое соединяет южные и западные районы Белконнена с шоссе Паркс и бульваром Таггеранонг, ведущими соответственно в городской центр и к южным округам Канберры.

### Общественный транспорт
Автобусы компании Экшион, предоставляющей услуги общественного транспорта по всей Канберре, являются единственным регулярным видом общественного транспорта. Маршруты из различных районов, как правило, проходят через центральную пересадочную станцию в Таун Центре, откуда они продолжаются до Сити и других центров на юге Канберры. Некоторые маршруты ведут в Гангалин. Имеются экспрессы до Таггеранонга.
Автобусная пересадочная станция в Таун Центре соединена пешеходным мостом с торговым центром и офисным зданием, занимаемым правительственными учреждениями. Сооружение устарело и требует значительного ремонта. Отмечалось, что станция небезопасна, особенно ночью, а также грязна и подвержена вандализму. В результате в конце 2008 года автобусная станция была перенесена ближе к юго-западному углу площади Вестфилд Белконнен, что сделало её безопаснее, а также ближе к торговому центру.

### Шоссе Гангалин
В ноябре 2004 года начались строительные работы по продлению шоссе Гангалин. Новая дорога должна соединить Гангалин с шоссе Паркс и бульваром Таггеранонг, развязкой Гленлоч в юго-восточном углу Белконнена. Эта дорога должна пройти с юга на север через зелёные насаждения Природного парка Канберры, а также мимо Австралийского института спорта. Проект был предметом политических дебатов в Канберре, начиная с середины 1990-х годов и до начала строительства из-за возможного ущерба окружающей среде. Активисты организовали кампанию против строительства, что привело к задержке проекта до октября 2005 года. Правительство Австралийской столичной территории приняло специальный закон, запрещающий судебные иски со стороны общественных групп, однако активисты начали разбирательство в Федеральном суде Австралии. Суд принял решение в пользу продолжения строительства. 15 октября 2005 года организация активистов объявила, что не будет подавать апелляцию на решение суда и не будет далее препятствовать строительству дороги.

## Образование
Университет Канберры, в котором обучаются приблизительно 10 000 студентов, расположен в районе Брюс. В этом же районе расположен кампус Канберрского института технологии.
На территории округа функционируют 23 подготовительные школы, 19 начальных школ, 5 старших школ, 3 колледжа и одна специальная школа для учащихся с ограниченными возможностями (все — государственные), а также 8 частных конфессиональных школ.

## Достопримечательности
- Таун Центр Белконнен — крупный торговый центр, окружённый правительственными и частными офисами и промышленной зоной.
- Правительственные учреждения, расположенные в Белконнене: Австралийский налоговый офис, Департамент иммиграции и гражданства Австралии, Австралийское агентство по связи и средствам массовой информации, Австралийское бюро статистики.
- В районе Брюс расположены:
  - кампус Университета Канберры
  - Стадион Канберры
  - Австралийский институт спорта
- В 1930-х годах, ещё до основания Белконнена, Королевский австралийский военно-морской флот построил здесь радиопередающую станцию. Три её 600-футовые радиомачты были видны практически из любого места Белконнена. 20 декабря 2006 года мачты обрушились. В 2005—2006 годах часть территории станции стала новым районом Лоусон.
- Центр предварительного заключения Белконнен использовался как следственный изолятор. Осуждённые заключённые отбывали наказание в тюрьмах Нового Южного Уэльса. В апреле 2009 года этот центр был заменён новой тюрьмой Центр Александра Маконочи, расположенной в округе Таггеранонг.

## Районы Белконнена
- Аранда
- Белконнен
- Брюс
- Чарнвуд
- Кук
- Данлоп
- Эватт
- Флори
- Флинн
- Фрейзер
- Джираланг
- Ховкер
- Хиггинс
- Холт
- Калин
- Латам
- Лоусон
- Макгрегор
- Макуайри
- Маккеллар
- Мельба
- Пейдж
- Скаллин
- Спенс
- Витанджера